# Верёвочные черви
«Верёвочные черви» — длинные тонкие куски оболочки кишечника, ошибочно идентифицированные как гельминты, паразитические черви человека. «Верёвочные черви» были описаны и ошибочно идентифицированы как черви в 2013 году в двух самоизданных работах под авторством Волынского, Губарева, Орловской и Марченко, никто из которых не является учёными-паразитологами. Это — не настоящие черви, а оболочка кишечника, отставшая от кишки после использования отбеливающих клизм (ядовитый диоксид хлора, формируемый путём смешивания хлорита натрия с лимонной кислотой, продаваемый под названием Miracle Mineral Supplement, MMS), и других аналогичных неэффективных и опасных средств, таких как описываемая Волынским лимонная клизма для выведения паразитов.
Явление существует из-за непонимания и неправильной идентификации кишечных артефактов, изгнанных из организма. Эти «верёвочные черви» часто обсуждаются на форумах об аутизме и группах в Facebook, где отбеливающие клизмы, такие как MMS, ложно считаются «методом лечения» аутизма, а их изображения — приводятся как свидетельство якобы успешного выведения «шлаков в организме». Аутизм — неврологическое расстройство, не вызванное паразитическими червями.
Поскольку они знают, что их действия не основаны на медицинских исследованиях и считаются насильственными, родители в таких группах могут не хотеть отводить своих детей к врачам, даже когда проявляются опасные реакции, такие как рвота, истощение, обезвоживание и пожелтевшие конечности, указывающие на повреждение печени, так как доктора в западных странах могут быть обязаны сообщить о насилии над детьми в органы опеки.